# 14th Conference of the International Woman Suffrage Alliance
14th Conference of the International Woman Suffrage Alliance var en internationell konferens som ägde rum i Interlaken i Schweiz 10–17 augusti 1946. Det var den fjortonde internationella konferensen om kvinnors rättigheter som organiserades av International Alliance of Women. 
Andra världskriget hade avbrutit organisationens arbete, och konferensen syftade till att återuppta det. Den nya världspolitiken med kalla kriget hade dock gjort de gamla formerna av internationellt samarbete omöjliga. Organisationen kom istället att verka som en NGO med konsultativ status inom det nybildade FN:s  Economic and Social Council of the United Nations.